# Шериф, який стріляє шість раз
«Шериф, який стріляє шість раз» (англ. Six Shootin' Sheriff) — вестерн 1938 року, режисера та сценариста Гаррі Л. Фрейзера, з Кеном Мейнардом та Марджорі Рейнольдс у головних ролях.

## Сюжет
Джим Нортон прагне помститися тим, хто безпідставно звинуватив його та запроторив до в'язниці за злочин, якого він не робив.

## У ролях
| Актор              | Роль                 |
| ------------------ | -------------------- |
| Кен Мейнард        | Джим «Тригер» Мортон |
| Марджорі Рейнольдс | Моллі Морган         |
| Лейф МакКі         | Зік                  |
| Волтер Лонг        | лідер банди Чак      |
| Боб Террі          | Ед Мортон            |
| Гаррі Гарві        | Тодд                 |
| Том Лондон         | Бар Ікс Форман       |
| Річард Олександр   | Bar X Rider Big Boy  |
| Уорнер Річмонд     | Ейс Кендал           |
| Бен Корбетт        | Ред                  |
| Ерл Двайр          | Дикий Білл Голман    |
| Роджер Вільямс     | підручний Барт       |